# Knud Danneskiold-Samsøe (1876-1957)
 Der er flere personer med dette navn, se Knud Danneskiold-Samsøe.
Hans Excellence (H.E.) Knud greve Danneskiold-Samsøe (26. juni 1876 – 22. juli 1957) var en dansk godsejer og officer, far til Helle Danneskiold-Samsøe.
Han var søn af teaterchef, greve Christian Danneskiold-Samsøe og hustru Wanda født Zahrtmann, blev sekondløjtnant 1898, premierløjtnant 1901 og ritmester af reserven 1915. Han var tjenstgørende ved Gardehusarregimentet 1900-1905 og 1909-1911 og var formand for Gardehusarforeningen 1912-1913, præsident for samtlige gardehusarforeninger 1924-1946 samt æresmedlem. Han var væddeløbsinteresseret og æresmedlem af Væddeløbshesteejerforeningen.
Han blev gift 14. november 1906 med Alice Hasselbalch (23. juli 1886 – 1955), datter af grosserer Christian Hasselbalch og hustru født Helms. Fra 1912 til 1931 ejede han Visborggård. Hans bolig i København var villaen Kristianiagade 3, opført til svigerfaderen. Han var Kommandør af Dannebrog og Dannebrogsmand.